# 舍夫里
舍夫里（法語：Chevry，法語發音：[ʃəvʁi]）是法国东部安省的一个市镇，属于热克斯区。

## 地理
舍夫里（46°16'51"N, 6°2'13"E）面积5.84 平方千米，位于法国奥弗涅-罗讷-阿尔卑斯大区安省，该省份为法国东部省份，北起汝拉省，西北接索恩-卢瓦尔省，西接罗讷省和里昂大都会，南至伊泽尔省，东与萨瓦省、上萨瓦省和瑞士接壤。
与舍夫里接壤的市镇（或旧市镇、城区）包括：克罗泽、埃什讷韦、普雷弗桑－莫昂、圣热尼-普伊、塞尼。

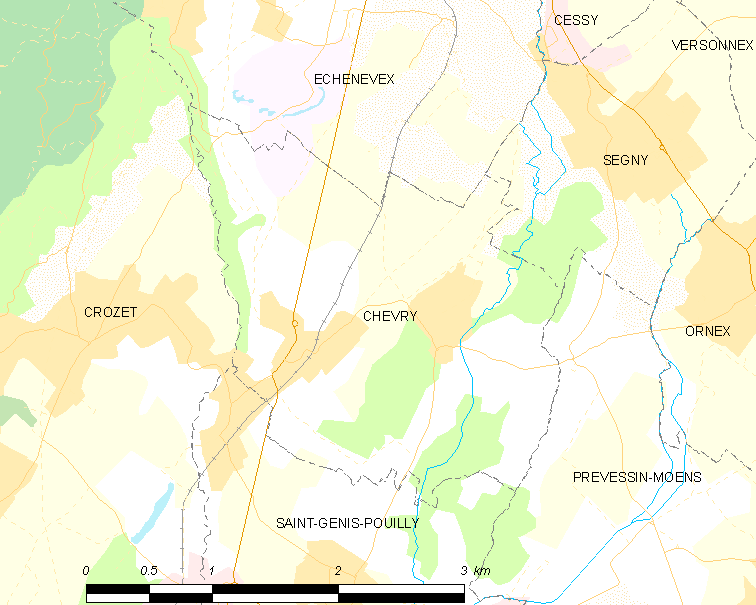
舍夫里的OSM定位图

舍夫里的时区为UTC+01:00、UTC+02:00（夏令时）。

## 行政
舍夫里的邮政编码为01170，INSEE市镇编码为01103。

## 政治
舍夫里所属的省级选区为图瓦里县。

## 人口

1962-2008年间舍夫里人口变化图示

舍夫里于2022年1月1日时的人口数量为2301人。